# Praha-Modřany zastávka
Praha-Modřany zastávka – przystanek kolejowy w Pradze, w dzielnicy Modřany, w Czechach przy ulicy Generála Šišky. Znajduje się na linii kolejowej Praga – Vrané nad Vltavou. Znajduje się na wysokości 200 m n.p.m.
Jest zarządzany przez Správę železnic. Na przystanku zatrzymują się pociągi systemu szybkiej kolei miejskiej Esko w Pradze.

## Linie kolejowe
- 210 Praha - Vrané nad Vltavou - Čerčany